# Winthrop Graham
Winthrop Graham (* 17. November 1965 in Westmoreland Parish) ist ein ehemaliger jamaikanischer Leichtathlet, der zwei olympische Silbermedaillen gewann.
1986 stand die Bestleistung Grahams im 400-Meter-Hürdenlauf bei 50,03 Sekunden. 1987 verbesserte sich Graham auf 48,49 Sekunden. Er gewann den Hürdenlauf bei den Panamerikanischen Spielen in Indianapolis und wurde mit dem jamaikanischen Team in der 4-mal-400-Meter-Staffel Dritter. Bei den Weltmeisterschaften 1987 in Rom schied er mit 48,64 Sekunden im Halbfinale aus; die jamaikanische Staffel belegte den sechsten Platz. 1988 verbesserte er den jamaikanischen Landesrekord auf 48,04 Sekunden und wurde mit dieser Zeit Fünfter bei den Olympischen Spielen 1988 in Seoul. Zusammen mit Howard Davis, Devon Morris und Bert Cameron gewann er mit der Staffel Silber hinter der Staffel aus den Vereinigten Staaten.
1990 gewann Winthrop Graham den 400-Meter-Hürdenlauf bei den Goodwill Games. Nachdem er seine Bestleistung in den Jahren 1989 und 1990 um eine Hundertstelsekunde verbessert hatte, gelang ihm 1991 wieder eine deutliche Steigerung und wie 1988 gelang ihm dies im wichtigsten Rennen des Jahres. Im Finale der Weltmeisterschaften 1991 in Tokio verbesserte sich Graham auf 47,74 Sekunden und gewann damit die Silbermedaille hinter dem Sambier Samuel Matete. Im Staffelrennen gewannen Seymour Fagan, Devon Morris, Patrick O’Connor und Graham Bronze hinter den Briten und den US-Amerikanern.
Bei den Olympischen Spielen 1992 in Barcelona gewann Graham in 47,66 Sekunden Silber hinter dem US-Amerikaner Kevin Young. Im Jahr darauf belegte Graham bei den Weltmeisterschaften 1993 in Stuttgart in 47,62 Sekunden den dritten Platz hinter Young und Matete. Zwei Wochen zuvor hatte er gegen beide Kontrahenten gewonnen, als er beim Meeting Weltklasse Zürich seine persönliche Bestzeit auf 47,60 Sekunden verbesserte. Bei den Weltmeisterschaften 1995 in Göteborg schied Graham im Halbfinale aus, bei den Olympischen Spielen 1996 in Atlanta war bereits im Vorlauf Schluss.
Winthrop Graham heiratete Anfang 1992 die deutsche Mittelstrecklerin Yvonne Mai. Er ist 1,78 m groß und wog zu Wettkampfzeiten 72 kg.

## Persönliche Bestzeiten
- 400 m: 45,59 s, 3. September 1988, Westwood
- 400 m Hürden: 47,60 s, 4. August 1993, Zürich